# أنطوان بونس
أنطوان بونس (بالفرنسية: Antoine Pons)‏ (24 يونيو 1922 وهران الجزائر - 1 يناير 1996 سيت فرنسا) هو لاعب كرة قدم فرنسي سابق كان يلعب كحارس مرمى.

## روابط خارجية
- أنطوان بونس على موقع قاعدة بيانات كرة القدم.إي يو (الإنجليزية)